# Herb Zbąszynka
Herb Zbąszynka – jeden z symboli miasta Zbąszynek i gminy Zbąszynek w postaci herbu ustanowiony w 1968 roku.

## Wygląd i symbolika
tarcza herbowa dwudzielna w słup. W polu heraldycznie prawym, błękitnym, przedstawia białego łabędzia o złotym dziobie i nodze. W polu lewym, czerwonym, stylizowane, uskrzydlone koło srebrne – symbol kolei.